# Edificio Comercial Edwards
El Edificio Comercial Edwards es una edificación de tipo comercial ubicada en la esquina de la calle Merced y el paseo Estado, en el costado sur oriente de la Plaza de Armas de Santiago. Sus planos fueron elaborados por Eugenio Joannon y llevados a Francia en 1892, donde fueron prefabricados, para posteriormente ser armados en Chile.
En el año 1902 Agustín Edwards Mac-Clure adquirió la propiedad para su hermano Raúl, quien se la vendió a Agustín Gómez. En 1909 fue adjudicado por el Banco Español y en 1910 por el Arzobispado de Santiago. Por años albergó a la Famacia y Botica Bentjerodt, una conocida farmacia de la época. Ya en los años 1930 fue comprado por la Mutual de la Armada, y en 1942 es adquirido por Etelvino Villanueva, destinando el primer piso para el arriendo de locales comerciales.
En 1972 fue declarado Monumento Histórico, y en 1986 pasó a formar parte de la Zona Típica del Centro Histórico de Santiago.